# Ronald Coase
Ronald Harry Coase (Willesden, Egyesült Királyság, 1910. december 29. – Chicago, Illinois, 2013. szeptember 2.) brit közgazdász, az 1991. évi közgazdasági Nobel-díj kitüntetettje.

## Szakterület
Szakterülete az intézmények és a jogok közgazdasági elemzése, az új intézményi iskola egyik kiemelkedő alakja. Két legfontosabb hozzájárulása a közgazdaságtanhoz a tranzakciós költségek megértése a szervezetek működése szempontjából és annak bizonyítása, hogy a jól definiált magántulajdonjogok megoldják az externáliák problémáját.

## Munkái

### A vállalat természete
Coase A vállalat természete című cikkében (The Nature of the Firm, 1937) azt a kérdést teszi fel, hogy amennyiben a piacok jól működnek, miért születnek egyáltalán vállalatok? Miért nem pusztán szerződésekkel kötik össze a vállalkozók munkavállalókat, szállítókat és vevőket? Coase azt mutatja meg, hogy a piac használata nincsen ingyen, a piaci tranzakcióknak pénzben és időben kifejezhető költsége van (tranzakciós költség). A piac intézményének alternatívái lehetnek más intézmények is (például vállalatok, akár szövetkezetek is), amíg ezek hatékonyabban tudják megszervezni a termelést. A tranzakciós költségek elmélete nyitotta meg az utat más intézmények (közintézmények, szabályozók, jogi normák) hatékonysági szempontú elemzése előtt.

### A társadalmi költség problémája
A társadalmi költség problémája (The Problem of the Social Cost, 1960) című cikkében Coase azt mutatta meg, hogy amennyiben az alku nem jár jelentős tranzakciós költségekkel, és a tulajdonosi jogok megfelelően ki vannak jelölve, akkor az externáliák endogén módon megszűnnek. Coase egy évvel korábban az amerikai médiahatóság, a Szövetségi Kommunikációs Bizottság (Federal Communications Commission, FCC) szabályozási gyakorlatát kritizálta. A mellett érvelt, hogy az államnak nem kell beavatkoznia a frekvenciagazdálkodás részleteibe, és nem jelent problémát, ha két azonos frekvenciát használó adó egymást zavarja. Amennyiben világos, hogy milyen jogok mentén köthetnek egymással alkut a rádióadók, a frekvenciát hatékonyabban vagy nagyobb nyereséggel használó rádió messzebbre fog sugározni, és kisebb vételi körzetért anyagilag kompenzálni fogja a kevésbé jól működő másik rádióadót. A társadalmi költség problémájában ezt a jelenséget általánosította a magántulajdon és az externália problémájára. Például egy olyan kétágyas kollégiumi szobában, ahol egy dohányzó és egy nem-dohányzó diák lakik, a nem-dohányzó számára a dohányzás káros externáliának tűnik. Ha a szoba használatának jogai világosan rögzítettek, Coase szerint a szobában a füst mennyisége ugyanannyi lesz, akár szabad, akár tilos a dohányzás. Ha szabad dohányozni, akkor a nem dohányzó diák kell engedményeket, kompenzációkat ajánljon azért, hogy dohányos társa korlátozza szenvedélyét; ellenkező esetben a dohányos fog nagyobb hányadot ajánlani a lakbérből, csak ne kelljen mindig kimennie rágyújtani. Ezt a felfedezést George Stigler nevezte el Coase-tételnek.

## Magyarul
- A vállalat, a piac és a jog; ford. Meszerics Tamás, függelék összeáll. Ambrus-Lakatos Loránd; Nemzeti Tankönyvkiadó, Bp., 2004 (Közgazdasági kiskönyvtár) ISBN 963 19 5250 9